# Colombia fue nuestra
Colombia fue nuestra (título original: Colombia in My Arms) es una película documental de 2020 producida entre Finlandia, Noruega, Dinamarca y Francia. Dirigida y escrita por Jenni Kivistö y Jussi Rastas, se enfoca en el Acuerdo de Paz celebrado entre la guerrilla de las Fuerzas Armadas Revolucionarias de Colombia y el Gobierno Nacional de Colombia y en la óptica de cuatro personajes que tienen muy clara su posición respecto del acuerdo.
La producción ganó el premio en la categoría de mejor documental en los festivales de cine de Gotemburgo, Balneario Camboriú, Oslo y Sucre, y obtuvo nominaciones en la misma categoría en otros eventos internacionales.

## Sinopsis
El documental presenta la visión de cuatro personajes relacionados con el acuerdo de paz: un excombatiente de las FARC, un campesino cocalero, un aristócrata y una congresista del partido Centro Democrático. Los dos primeros defienden la firma del acuerdo y los dos últimos muestran inconformidad con sus términos y con los resultados del mismo, demostrando que en Colombia existe una fuerte polarización política.
La narración sigue a Ernesto, un exguerrillero de las FARC, en la transición de entregar su arma y dar los primeros pasos hacia la vida normal y la participación política. Mientras Colombia enfrenta una oportunidad crucial para el cambio, Ernesto y la sociedad polarizada que lo rodea se ven empujados a una situación en la que todos temen por el futuro y su propia supervivencia. ¿Qué sucede con una paz frágil en un país desigual si hacer lo "incorrecto" puede justificarse fácilmente como el único medio de lucha? A través de la situación de un país, el documental refleja la condición humana a nivel universal.

## Recepción
En Brasil el documental se estrenó en MOSTRA – Muestra Internacional de Cine de São Paulo en la Competencia de Nuevos Directores y luego en Balneário Camboriú International Film Festival, donde recibió el Premio al Mejor Largometraje. Crítico de cine Luiz Zanin comentó la obra con las siguientes palabras: «Es un film muy bueno. Fue una maravillosa sorpresa cinematográfica por su poder y complejidad. Es un film que no abarata la situación. Es compleja. Particularmente me gusta este tipo de cine. Prefiero el cine que me hace pensar.» Jorge Cruz Jr. Del portal Apostilla de Cinema opinó «Colombia fue nuestra es un documental importante sobre el panorama actual de la sociedad colombiana. Los realizadores van directo al grano.»
En Europa Nick Holdsworth del The European Documentary Magazine escribió sobre el filme «Elocuente y sensible. Cualidad onírica interrumpida por estallidos ocasionales de violencia.  Visión equilibrada de las consecuencias del tan proclamado acuerdo de paz de Colombia.» Crítico y ex-director del European Documentary Network Tue Steen Müller opinó: «Una impresionante película documental lejos del estilo de reportaje, una interpretación visual amplia, un drama con personajes fuertes. Los cineastas han logrado crear un drama tan bueno como cualquier ficción.» Para Marta Balaga del portal Cineuropa, el filme «parece mucho más largo que sus 90 minutos de duración. No olvidemos el desorden, ya que los directores intenan abarcar varias perspectivas sacrificando la profundidad del relato, a pesar de un inicio prometedor».
En Colombia el analista de cine Jerónimo Rivera-Betancur resaltó la polifonía de la obra «Los documentalistas logran estructurar una narración fluida y estética en donde las palabras dicen tanto como la música y las imágenes. Hay subtextos claros en este documental y ese es uno de sus mayores méritos. Los personajes son tratados con respeto, pero sin condescendencia, y los directores evitan hábilmente el panfletismo y el activismo político al presentar las distintas caras de la moneda.» En su reseña de la película, el portal periodístico El Punto destacó que el documental «es una mirada polifónica hacia la paz».

### Premios y nominaciones
| Festival                                                        | Premio / Categoría                                                               | Receptor / Nominado | Resultado |
| --------------------------------------------------------------- | -------------------------------------------------------------------------------- | ------------------- | --------- |
| Göteborg Film Festival                                          | Premio Dragón - El Mejor Documental Nórdico 2020                                 | Colombia in My Arms | Ganadora  |
| Nordisk Panorama                                                | Premio de la Nueva Voz Nórdica - Documental 2020                                 | Colombia in My Arms | Ganadora  |
| Balneário Camboriú International Film Festival                  | Búho de Oro - La Mejor Película Largometraje 2020                                | Colombia in My Arms | Ganadora  |
| Muestra Internacional de Cine de São Paulo                      | Competencia de Nuevos Directores                                                 | Colombia in My Arms | Nominada  |
| Films from the South                                            | Premio Doc:South - El Mejor Documental 2020                                      | Colombia in My Arms | Ganadora  |
| Festival Internacional de Cine de los Derechos Humanos de Sucre | Premio Ojo Internacional                                                         | Colombia in My Arms | Ganadora  |
| SEMINCI                                                         | Competencia de Tiempo de Historia                                                | Colombia in My Arms | Nominada  |
| HumanDOC International Documentary Film Festival                | Premio Especial                                                                  | Colombia in My Arms | Ganadora  |
| Naples Human Rights Film Festival                               | Premio de la Federazione Italiana Dei Circoli Del Cinema - Human Rights Doc 2020 | Colombia in My Arms | Ganadora  |
| Naples Human Rights Film Festival                               | Mención Especial - Human Rights Doc 2020                                         | Colombia in My Arms | Ganadora  |
| FIGRA                                                           | Mención Especial                                                                 | Colombia in My Arms | Ganadora  |
| FIGRA                                                           | Premio Aïna Roger Esj Lille                                                      | Colombia in My Arms | Ganadora  |
| Râsnov Film and Histories Festival                              | Mención Especial                                                                 | Colombia in My Arms | Ganadora  |
| Festival Ícaro                                                  | Mención Honorífica                                                               | Colombia in My Arms | Ganadora  |